# Chrioloba costimacula
Chrioloba costimacula là một loài bướm đêm trong họ Geometridae.